# 산인 중앙 신보
산인 중앙 신보(일본어: 山陰中央新報, さんいんちゅうおうしんぽう 산인 추오 신포[*])는 주식회사 산인 중앙 신보사 (일본어: 株式会社山陰中央新報社)가 발행하는, 일본의 지방 신문이다.
시마네현과 돗토리현 (산인 지방)을 중심으로 발행하고 있다. 1882년 산인 신문이라는 이름으로 세워진 것이 시초로, 1901년 세워진 쇼요 신문과의 경쟁에서 패배한 뒤 1940년 요미우리 신문의 산하에 들어갔다. 1941년 12월에는 전시 보도 통제에 따라 쇼요 신문과 통합되어 "시마네 신문사"가 되었으며, 1945년 12월 요미우리와의 관계가 해체되어 독립 회사가 되었다. 1952년 산인 신보로 이름을 바꾸고, 1957년 10월 다시 시마네 신문으로 이름을 바꾼 뒤, 1973년 3월 25일 지금의 이름을 쓰게 되었다.

## 같이 보기
- 마쓰에 소요 사건 - 이 사건으로 인해 피해를 입음.